# Jupiter (Roemenië)
Jupiter is een badplaats aan de kust van de Zwarte Zee, in het zuidoosten van Roemenië. Het ligt 4 kilometer ten noorden van Mangalia en tegen de badplaatsen Neptun in het noorden, en Cap Aurora in het zuiden, aan. Jupiter is te bereiken met de boot, auto en trein vanaf Constanța.
Van noord naar zuid:
Mamaia · Eforie (Nord · Sud) · Costinești · Olimp · Neptun · Jupiter · Cap Aurora · Venus · Saturn · 2 Mai · Vama Veche